# He Yu
Keizerlijke gemalin He Yu (Chinees: 和裕皇貴妃) (1761 - 1834) behoorde tot de Han-Chinese-clan Liugiya. Haar vader was Mingfu (明福). 
Zij betrad de appartementen van de destijds prins Yongyan voor 1780. In 1779 gaf zij geboorte aan een zoon die vlak na de geboorte overleed. In 1781 gaf zij geboorte aan een dochter, prinses van de tweede rang Hejing (莊敬和碩公主) (1781 - 1811). Toen in 1795 Yongyan de troon als keizer Jiaqing besteeg kreeg zij in 1796 de titel gemalin Xian (諴妃). In 1808 werd zij gepromoveerd tot een bijvrouw van tweede rang als geëerde gemalin Xian, en tot bijvrouw van de eerste rang na dood van keizer Jiaqing in 1820. 
Jiaqings opvolger was zijn oudste zoon Mianning die zou gaan regeren als de keizer Daoguang. Hij gaf Geëerde gemalin Xian de titel "Mijn recente vaders keizerlijke gemalin Xian". Zij overleed in de dertiende regeringsjaar van de keizer Daoguang. Na haar dood kreeg zij de titel Keizerlijke Gemalin He Yu.